# Castillo Monalisa
El Castillo Monalisa (en portugués: Castelo Monalisa)  es un castillo de 192 hectáreas localizado en medio del camino que lleva al pequeño distrito de Carlos Alves, en São João Nepomuceno, estado de Minas Gerais, en Brasil.
La construcción del castillo duro más de una década, y entre sus números astronómicos se destaca un garaje para cuarenta automóviles; treinta y seis suites triplex; salón principal con 800 metros cuadrados de construcción y techos de doce metros; elevador; y muchas otras cosas.
El castillo fue construido por el exdiputado federal Edmar Moreira, lo que fue objeto de un gran escándalo ocurrido en el inicio de 2009, cuando surgieron diversas denuncias de irregularidades contra Edmar Moreira. En ese período el castillo fue ampliamente reflejado por la prensa brasileña, causando espanto e indignación en toda la sociedad nacional, que hasta entonces no imaginaba la existencia de construcciones de este porte en Brasil.